# Corte Franca
Corte Franca ist eine norditalienische Gemeinde (comune) mit 7176 Einwohnern (Stand 31. Dezember 2023) in der Provinz Brescia in der Lombardei. Die Gemeinde liegt etwa 21 Kilometer nordwestlich von Brescia, etwa 25 Kilometer ostsüdöstlich von Bergamo und etwa 3,5 Kilometer südlich des Iseosees in der Franciacorta. Der Verwaltungssitz befindet sich im Ortsteil Timoline.

## Geschichte
Die Gemeinde wurde 1929 aus den Einzelgemeinden Borgonato, Colombaro, Nigoline Bonomelli und Timoline gebildet. Corte Franca steht seit Juli 2004 in einer Städtepartnerschaft zur schottischen Ortschaft Aberdour.

## Persönlichkeiten
- Geremia Bonomelli (1831–1914), Bischof von Cremona

## Verkehr
Die Gemeinde hat zwei Bahnstationen. Der Haltepunkt im Ortsteil Borgonato dient auch der Gemeinde Adro als Gleisanschluss, die Bahnstation von Timoline befindet sich in der Nachbargemeinde Provaglio d’Iseo jeweils an der Bahnstrecke Cremona–Iseo.